# Cantonul Montsûrs
Cantonul Montsûrs este un canton din arondismentul Laval, departamentul Mayenne, regiunea Pays de la Loire, Franța.

## Comune
| Comune                 | Populație (1999) | Cod poștal | Cod INSEE |
| ---------------------- | ---------------- | ---------- | --------- |
| Brée                   | ...              | 53150      | 53043     |
| La Chapelle-Rainsouin  | ...              | 53150      | 53059     |
| Deux-Évailles          | ...              | 53150      | 53092     |
| Gesnes                 | ...              | 53150      | 53105     |
| Montourtier            | ...              | 53150      | 53159     |
| Montsûrs               | ...              | 53150      | 53161     |
| Saint-Céneré           | ...              | 53150      | 53205     |
| Saint-Ouën-des-Vallons | ...              | 53150      | 53244     |
| Soulgé-sur-Ouette      | ...              | 53210      | 53262     |